# Виттиг, Моник
Моник Виттиг (фр. Monique Wittig, 13 июля 1935 — 3 января 2003) — французский автор и теоретик феминизма. Писала о преодолении социально навязанных гендерных ролей, изобрела термин «гетеросексуальный контракт». Первый роман «Опопонакс» (фр. «L’Opoponax») опубликовала в 1964 году. Второй, «Герильеры» (фр. «Les Guérillères»), вышедший в 1969 году, стал поворотной точкой в лесбийском феминизме.

## Взгляды
Моник Виттиг называла себя радикальной лесбиянкой. В своих книгах она изображала исключительно женщин. Во избежание какой-либо путаницы она заявила:

«Для меня нет такой вещи, как женская литература, её не существует. В литературе я не разделяю женщин и мужчин. Либо человек — писатель, либо нет. Это мыслительное пространство, где пол не является решающим. Человеку нужно иметь какое-то пространство для свободы. Язык это позволяет. Я говорю о построении идеи нейтрального, которое могло бы избежать разделения полов.»

Будучи теоретиком материалистического феминизма, она заклеймила «миф о женщине», назвала гетеросексуальность политическим режимом, а также обозначила основы социального контракта, который отвергают лесбиянки:

«…и было бы неверно говорить, что лесбиянки общаются, занимаются любовью, живут с женщинами, так как „женщина“ имеет значение только в гетеросексуальных системах мысли и гетеросексуальных экономических системах. Лесбиянки — не женщины.»

 (1978)
Для Виттиг категория «женщина» существует только через связь с категорией «мужчина», и «женщина» без связи с «мужчиной» прекратила бы существовать.
Виттиг также критически рассматривала марксизм, который затруднял феминистскую борьбу. Также она критиковала и сам феминизм, не предложивший ответа гетеросексуальной догме.
Таким образом, Виттиг занимала позицию универсалиста, утверждая, что возвышение личности и освобождение желания требуют упразднения гендерных категорий.

## Биография
Родилась в 1935 году во Франции. Была одной из основательниц Mouvement de Libération des Femmes (MLF) («Движения за освобождение женщин»). 26 августа 1970 года, сопровождаемая другими женщинами, возложила цветы под Триумфальной аркой в Париже в знак почтения памяти жены Неизвестного солдата, что считается датой основания французского феминизма.
Получила Ph.D. в Высшей школе социальных наук, представив диссертацию под названием «Le Chantier littéraire» («Литературная мастерская»). В 1971 году посещала Gouines rouges («Красные дайки»), первую лесбийскую группу в Париже. Также принимала участие в деятельности Féministes Révolutionnaires («Революционных феминисток»), радикальной феминистской группы.
В 1976 году переехала из Парижа в США, где преподавала в различных университетах, в частности материалистическую мысль по программе «женские исследования» в Вассар колледже. Занимала пост профессора женских исследований и французского языка в Университете Аризоны в Тусоне, где и скончалась 3 января 2003 года.

## Список работ
- 2002 — Прямое мышление и другие эссе. Идея-Пресс ISBN: 5-7333-0039-6
- 1964 — L’Opoponax (Опопонакс)
- 1969 — Les Guérillères (Герильеры; вероятно, слово представляет собой «женский» вариант слова guérilleros, герильеро)
- 1973 — Le Corps Lesbien (Лесбийское тело)
- 1976 — Brouillon pour un dictionnaire des amantes, совместно с Sande Zeig (Наброски для словаря любимых женщин)
- 1985 — Virgile, non (Вергилий, нет)
- 1992 — The Straight Mind and Other Essays («Прямое (или „Гетеросексуальное“ — здесь игра слов) мышление» и другие эссе)
- 1999 — Paris-la-Politique (Париж-политика)